# Елшанская культура
Елшанская культура — восточноевропейская субнеолитическая археологическая культура 7 тыс. до н. э. Ареал охватывает Среднее Поволжье (Самарская, Ульяновская области, Бузулукский район 
Оренбургской области). Самая древняя керамическая культура Европы.

## Стоянки
Наиболее изученные стоянки сгруппированы по левым притокам Волги. Ивановская, Старо-Елшанская I, Старо-Елшанская II, Виловатовская, Максимовская стоянки расположены в долине реки Самары и её притоков, а также в бассейне реки Сок: стоянки Красный Городок, Нижняя Орлянка II, Чекалино IV, Лебяжинка IV, Ильинка. Практически все памятники занимают останцы первых надпойменных террас, расположенные в пределах низкой поймы и локализованы при слиянии двух рек. Например, стоянка Большая Раковка II расположена близ места впадения реки Чёрной, а Ильинская — реки Тростянки в реку Сок (впадает в Саратовское водохранилище). Поселения существовали недолго и носили сезонный характер. Следов построек на стоянках не обнаружено, погребения одиночные и немногочисленные, групповые погребения отсутствуют.

## Керамика
Для изготовления елшанской посуды использовалась не глина с примесями искусственных добавок, а илистые или сапропелевые отложения, которые лепили на формы, проложенные шкурами животных. Внешние поверхности сосудов заглаживались и полировались костью или галькой, внутренние шероховаты и несут на себе следы заглаживания инструментом наподобие деревянного скребка. Изнутри на поверхностях сосудов фиксируются статические отпечатки растительности и вмятины от давления пальцев. Обжиг был низкотемпературным, но с долговременной выдержкой. Предполагают, что при использовании подобной технологии водонепроницаемость и прочность изделий достигалась не только с помощью обжига, но и путём их пропитки некими органическими растворами, что характерно для догончарной эпохи. Сосуды сравнительно небольших размеров, тонкостенные, в стенках часто встречаются сквозные конические отверстия, сделанные после обжига. Срезы венчиков плоские, приостренные и округлые. Преобладают плоские и приостренные днища, но некоторые сосуды имеют и округлые донца.
Из 37 сосудов стоянки Нижняя Орлянка II шесть полностью лишены орнамента, из 25 сосудов стоянки Чекалино IV не орнаментированы 10. Значительная часть сосудов украшена лишь ямочно-жемчужным пояском: горизонтальным рядом ямок с выпуклыми негативами на внутренней или внешней стороне сосуда. Этот ряд приурочен к верхней части сосуда; иногда таких рядов два или три. Нередко ямочно-жемчужный поясок представляет собой ряд сквозных отверстий при наличии «жемчужины» — негатива.
Сравнительно богато украшенные сосуды несут дополнительный орнамент, выполненный с применением трех разновидностей техники нанесения: прочерченных линий, разреженных наколов и ямочных вдавлений правильной округлой или неправильной формы с негативом-«жемчужиной» или без него.
Одним из распространенных мотивов является ромбическая сетка, выполненная прочерченными линиями. Довольно часто встречается мотив «висячих» треугольников, нанесенных ямками, прочерченными линиями, либо разреженными наколами в сочетании с прочерченными линиями. Известны сосуды, на которых орнамент выглядит в виде зигзага из прочерченных линий, иногда в сочетании с разреженными наколами. В ряде случаев разреженные наколы представляют самостоятельный орнаментальный мотив.

## Каменные орудия труда и оружие
Сырьем для изготовления орудий служил местный кремень, встречающийся в виде галек и конкреций в ряде мест Самарского Заволжья. В производстве преимущественно использовались одноплощадочные нуклеусы с зауженным основанием и зоной скалывания не более 2/3 окружности или с торца, а также нуклевидные куски с бессистемным снятием отщепов. Наряду с ними широко использовались обломки галек, различные технические сколы, морозобойные куски и т. п. Приемы вторичной обработки представлены ретушью, резцовым сколом, двусторонней оббивкой. Единичные экземпляры орудий имеют следы частичной шлифовки. Ножевидные пластины, как правило, удлиненных пропорций. Среди них имеются как хорошо ограненные экземпляры с параллельными краями, так и пластины с нерегулярными гранями и изогнутым профилем. Весьма значителен удельный вес пластин со следами мелкой псевдоретуши, образовавшейся в результате работы без предварительной вторичной обработки изделий.
Орудийный набор представлен различными разновидностями режущескоблящего инвентаря, деревообрабатывающими инструментами, перфораторами, наконечниками, выемчатыми и комбинированными орудиями. Среди скребков преобладают отщеповые формы различных типов, хотя имеются и скребки на пластинах, преимущественно концевые. Некоторые из них имеют альтернативные рабочие края. Резцы изготавливались практически на всех видах заготовок, начиная от пластин и кончая отщепами и техносколами различных типов. Заметную роль среди изделий с резцовыми сколами играют ретушные и трансверсальные формы. Резцы на пластинах изготовлены по методу нанесения скола на край. Наряду с орудиями, имеющими целенаправленно оформленные резцовые сколы, имеются также и псевдорезцы с выкрошенными от работы углами и кромками. Деревообрабатывающие орудия несут двустороннюю оббивку. На некоторых орудиях имеется легкая заполированность на обушковых частях, что связано с креплением инструмента в муфте. Формы орудий подтрапециевидно-треугольные, несколько асимметричные. Тесловидные орудия имеют слабо выпуклый рабочий край, долотовидные — хорошо выраженные спинку и брюшко. На Нижней Орлянке II восемь рубящих орудий, найденные в виде «клада», отличаются удлиненными пропорциями и крупными размерами. Два «клада» кремнёвого сырья были обнаружены также на стоянке Красный Городок. Наконечники стрел можно считать серийными изделиями. Заготовками для них служили ножевидные пластины. По краям изделия обычно обработаны мелкой пологой ретушью, с помощью которой выделен или слегка намечен черешок и оформлено острие.

## Образ жизни
Основное занятие носителей культуры — охота и рыболовство. На стоянках обнаружены кости дикого тура, сайги, благородного оленя, лося, косули, дикой лошади, медведя, куницы, выдры, бобра, черепахи и рыбы. Такой пестрый состав фауны свидетельствует об эксплуатации населением разных экологических ниш. Кучи створок моллюсков, отсутствующие на местных мезолитических стоянках региона, дополняют картину рациона питания и говорят о возникновении на определённом этапе специфического собирательства, связанного с водоемами. Эксплуатация различных экологических ниш могла происходить только в сезонном ритме, поскольку все они функционируют строго циклично. С одной стороны, это обстоятельство предполагает наличие у населения сезонного планирования хозяйственной деятельности, с другой — в значительной мере объясняет существование особой поселенческой модели, не предусматривающей долговременного проживания на одном месте. Большое количество орудий деревообработки также свидетельствует об активном изготовлении населением неких деревянных конструкций, которыми, при отсутствии долговременных жилищ, могли быть орудия охоты и рыбной ловли, а также транспортные средства. Появление керамической посуды говорит о принципиально иных, по сравнению с предыдущей эпохой, способах переработки и хранения пищи.

## Происхождение и генетические связи
Вопрос о происхождении культуры является дискуссионным. Ряд авторов (И. Б. Васильев, А. А. Выборнов), основываясь на некотором сходстве остродонных керамических сосудов, считают, что возникновение памятников елшанскoro типа — это результат миграции на Среднюю Волгу инокультурного населения из подвергшихся аридизации областей в Средней Азии. Другие авторы считают, что культура сложилась в результате адаптации среднеазиатской керамики местным автохтонным населением. В частности, проникновение в Поволжье населения из Средней Азии исключается на основании сопоставления кремнёвых орудий труда. Некоторые авторы отмечают сходство елшанской керамики с южнороссийской и украинской, считая, что там керамическое производство появилось в результате его распространения из Поволжья. По мнению В. В. Ставицкого, древнейшая керамика в России первоначально появляется на территории Приазовья, где она представлена керамическими традициями сурской культуры (близкими к елшанским), и только впоследствии керамика распространяется на территории Поволжья.
В первой половине VI тысячелетия до н. э. елшанская культура испытывает определённое воздействие со стороны населения Нижневолжской культурно-исторической области, о чём свидетельствует появление на елшанских стоянках керамики украшенными наколами, нанесенными в технике отступающей лопаточки. Под влиянием данного населения, а также в результате эволюционного развития, на основе елшанской культуры формируется средневолжская культура.
А. Е. Мамонов, опираясь на даты C14 по раковинам моллюсков из культурных слоёв стоянок Чекалино IV, Ильинка, Лебяжинка IV: от 8600±120 л. н. до 7940 л. н., то есть вторая половина VII тыс. до н. э., считает что керамика елшанского типа сформировалась в лесостепном Поволжье самостоятельно, так как хронологически отсутствует возможный субстрат или культурный центр, откуда керамическая традиция могла бы быть заимствована (Мамонов, 2006). Сторонники балканского происхождения сайтов типа Елшанка выступают против таких ранних дат и заявляют об отсутствии связи ракушек с неолитическими слоями этих стоянок (Viskalin, 2006). В отличие от ранненеолитических сосудов культур Северного Прикаспия и Северного Причерноморья, которые изготавливались из илов, елшанские горшки формировались из илистой глины, иногда с примесью шамота (Васильева, 2006). Даты, полученные по елшанской керамике с Большой Раковки II — 7790±200 л. н. (SPb-426) и с Чекалино IV — 7660±200 л. н. (SPb-424) хорошо согласуются с датами по ракушкам из Чекалино IV, по костям и керамике Ивановской стоянки, что позволяют рассматривать елшанские древности в рамках VI — начала V тыс. до нашей эры.

## Облик носителей и генетика
А. А. Хохлов пришёл к выводу о принадлежности костяков к представителям древнеуральской расы.
По аутосомным генам население елшанской культуры близко к представителям восточноевропейских охотников собирателей (например, индивидам мезолитического Южного Оленеостровского могильника с территории Карелии). При этом у индивидов елшанской культуры отмечена примесь мезолитических кавказских охотников собирателей, которая могла быть получена от населения, сходного с нижневолжско-кавказской популяцией Прогресс-Бережновка. Так, индивид из погребения Лебяжинка IV (ок. 5600 г. до н. э.), погребенный с керамическим сосудом елшанского типа, унаследовал примерно 7% генетики нижневолжской группы типа Прогресс-Бережновка. Индивиды из погребения на стоянке Лабазы (6449-6264 calBCE), относимого к елшанской культуре, моделируются как сочетающие генетику индивида из Лебяжинка-IV с дополнительным (ок. 13%) вкладом нижневолжской популяции. Необходимо учитывать, что обнаруженные образцы генетического кластера Прогресс-Бережновка датированы V тыс. до н. э. Более ранние примеры подобного населения в VI-VII тыс. до н. э., которые могли бы стать реальным источником кавказской мезолитической родословной у населения елшанской культуры, пока не обнаружены. 
У индивида из погребения на стоянке Лебяжинка IV была обнаружена Y-хромосомная гаплогруппа R1b-P297. У индивида из погребения на стоянке Лабазы была выявлена Y-хромосомная гаплогруппа Q1b1a, характерная для охотников-собирателей Восточной Европы и Сибири. В частности, эта гаплогруппа распространена у носителей самарской культуры  начала V тыс. до н. э. (Екатериновский Мыс) и льяловской культуры (Ивановская область, Сахтыш). У всех предполагаемых индивидов елшанской культуры определена митохондриальная гаплогруппа U4a (у образцов из могильника Лабазы - в форме субклада U4a1).